# Adrian Amstutz
Adrian Amstutz (Sigriswil, 2 dicembre 1953) è un politico e imprenditore svizzero dell'Unione Democratica di Centro (UDC). È stato Consigliere nazionale dal 2003 al 2019 e presidente del gruppo parlamentare UDC dell'Assemblea federale dal 2012 al 2017.

## Biografia
Amstutz è comproprietario e amministratore delegato dell'ufficio di gestione dell'architettura e delle costruzioni Amstutz Abplanalp Birri AG. Dal 23 maggio 2008 è presidente dell'Associazione Svizzera dei Trasportatori Stradali (Astag) ed è membro del Consiglio esecutivo di Swiss Olympic.
È sposato con tre figli. Nell'Esercito svizzero era un granatiere paracadutista e deteneva il grado di appuntato.

## Attività politica
Amstutz è stato presidente del consiglio comunale di Sigriswil dal gennaio del 1993 al maggio del 1998; dal 1998 al 2003 è stato gran consigliere del Cantone di Berna.
Nelle elezioni del 2003 è stato eletto al Consiglio nazionale ed è stato riconfermato nelle elezioni del 2007, avendo ottenuto il miglior risultato di tutti i candidati. Da marzo 2008 a maggio 2012 è stato uno dei cinque vicepresidenti dell'UDC Svizzera. Nel novembre 2008, l'UDC del Cantone di Berna lo ha proposto, insieme ad Andreas Aebi, come candidato alla successione al Consigliere federale Samuel Schmid.
Dopo l'elezione di Simonetta Sommaruga al Consiglio federale nel settembre 2010, Amstutz si è candidato per il seggio al Consiglio degli Stati in un'elezione sostitutiva ed è stato eletto al secondo scrutinio, il 6 marzo 2011, con un ristretto margine di scarto su Ursula Wyss, candidata del Partito Socialista Svizzero (PS). Nel rinnovo ordinario del Consiglio degli Stati previsto per l'autunno 2011, ha ottenuto il miglior risultato di tutti i candidati al primo scrutinio, del 23 ottobre 2011, ma non ha raggiunto la maggioranza assoluta. Al secondo scrutinio, del 20 novembre 2011, è finito al terzo posto, dopo Werner Luginbühl (PBD) e Hans Stöckli (PS), e non è stato quindi rieletto. Dal 5 dicembre 2011 è nuovamente membro del Consiglio nazionale.
Dal 21 gennaio 2012 al 17 novembre 2017 ha presieduto il gruppo parlamentare dell'UDC presso l'Assemblea federale. Nel 2019 è stato direttore della campagna per SVP Svizzera. Tuttavia, non essendosi ricandidato per le elezioni federali del 20 ottobre 2019, si è dimesso dal Consiglio nazionale alla fine del 2019.
Amstutz è presidente dell'Associazione Svizzera dei Trasportatori Stradali ASTAG dal 2008.